# Аброния
Абро́ния (лат. Abrōnia) — род растений из семейства Никтагиновые (Nyctaginaceae). Род насчитывает около 30 видов, распространённых в субтропических областях Северной Америки. Название рода происходит от греч. ἁβρός — изящный, весёлый, радостный.

## Описание
Род включает однолетние и многолетние корневищные травянистые или полукустарниковые растения до 35 см высотой, с вильчато разветвлёнными, прилегающими к земле побегами, с мелкими ароматными цветками, собранными в зонтиковидные соцветия.

## Значение и применение
Декоративное растение, используется для цветочного оформления в клумбах, группах и рабатках, в горшочной культуре.

### Условия выращивания
Предпочитает тёплые, солнечные места и лёгкие песчаные почвы.
Размножается семенами, посев которых, для выращивания рассады, проводят в марте—апреле в тёплый парник. Можно сеять осенью, под зиму. Такие растения зацветают раньше, цветут обильнее, дают семена.

## Виды
По информации базы данных The Plant List (2013), род включает 30 видов:
- Abronia × alba Eastw.
- Abronia alpina Brandegee
- Abronia ameliae Lundell
- Abronia ammophila Greene
- Abronia angustifolia Greene
- Abronia argillosa S.L.Welsh & Goodrich
- Abronia bigelovii Heimerl
- Abronia bolackii N.D.Atwood, S.L.Welsh & K.D.Heil
- Abronia carnea Greene
- Abronia crux-maltae Kellogg
- Abronia elliptica A.Nelson
- Abronia fragrans Nutt. ex Hook. — Аброния душистая
- Abronia gracilis Benth.
- Abronia insularis Standl.
- Abronia latifolia Eschsch. — Аброния широколистная. Североамериканский вид с цветками жёлтого цвета, цветущий в июне—июле
- Abronia macrocarpa L.A.Galloway
- Abronia maritima Nutt. ex S.Watson — Аброния приморская
- Abronia mellifera Douglas ex Hook.
- Abronia micrantha Torr.
- Abronia × minor Standl.
- Abronia nana S.Watson
- Abronia nealleyi Standl.
- Abronia neurophylla Standl.
- Abronia parviflora Kunth
- Abronia platyphylla Standl.
- Abronia pogonantha Heimerl
- Abronia turbinata Torr. ex S.Watson
- Abronia umbellata Lam. typus[1], или Аброния зонтичная
- Abronia variabilis Standl.
- Abronia villosa S.Watson